# Gonomyia sicula
Gonomyia sicula är en tvåvingeart som beskrevs av Paul Lackschewitz 1940. Gonomyia sicula ingår i släktet Gonomyia och familjen småharkrankar. Inga underarter finns listade i Catalogue of Life.